# Битва під Парканами (1683)

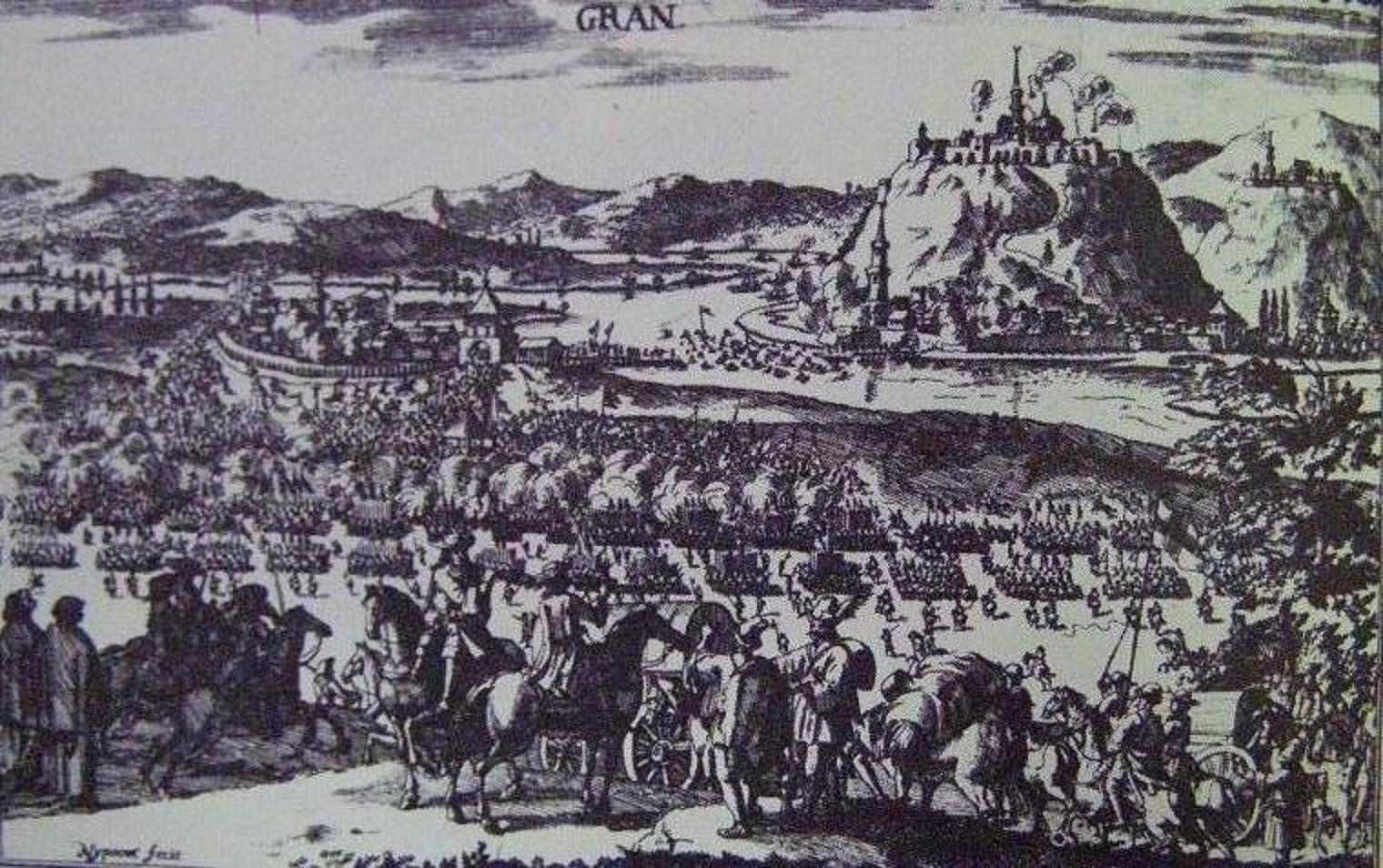
Битва під Парканами

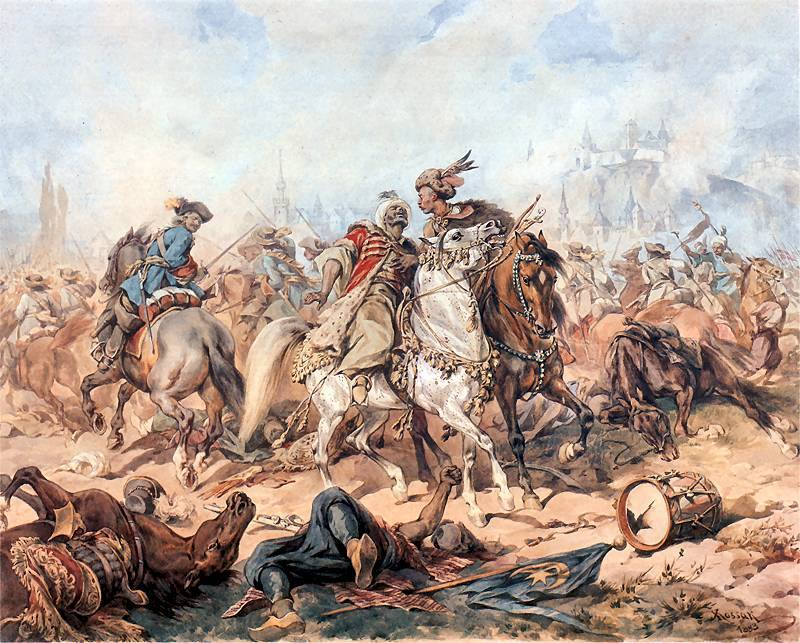
Ю. Коссак. Битва під Парканами

Битва під Парканами — дводенна битва Війни «Священної ліги» 7 і 9 жовтня 1683 року, у якій після невдалого для польського кінного авангарду бою з турками 7 жовтня на другий день битви було досягнуто розгром османського війська візира Кари-Мустафи об'єднаними польсько-австрійсько-німецькими військами під проводом Яна III Собєського. Турецький полководець втік у Белград, де був страчений за наказом султана. Битва під Парканами закріпила результати перемоги над турками під Віднем і поклала край планам турецької експансії в Центральну Європу.

## Плани сторін
Після перемоги під Віднем польсько-цісарське військо протягом декількох днів вирішувало куди далі рухатися: чи переслідувати армію Кари Мустафи, чи йти звільняти від турків Буду, або ж вибивати османські гарнізони з потужних опорно-стратегічних фортець з словацьких Нових Замків та угорського Естергому. Австрійський князь Карл V Лотарінгський схилявся до останнього варіанта. Його підтримав Ян ІІІ Собеський, який вирішив, рухаючись у напрямку Польщі, продовжити переможну ходу своєї армії на території Угорщини та Словаччини. Нарешті військо скерували на схід на визволення Угорщини від турків. Тим часом розбитий під Віднем Кара Мустафа реорганізував своє військо. Він зробив новим пашею Буди свого прибічника Кара Мехмеда і дав йому завдання із 20-тисячним корпусом турецької кінноти боронити кордон із володіннями Габсбургів. Сам Кара Мустафа із головними силами відійшов до Буди, проголосив про закінчення кампанії та про свої наміри відновити війну навесні 1684 року. Кара Мустафа сподівався, що суперечності між поляками та імперцями послаблять його супротивника, а сам він з новими силами помститься за провал кампанії 1683 року.
Але Ян Собеський був надто досвідченим полководцем, щоб допустити такий розвиток подій. Він вирішив продовжувати кампанію до тих пір, поки не досягне остаточного розгрому турків. Собеський прагнув уникнути затяжної війни, яка б вичерпала фінансові ресурси Речі Посполитої. До планів Собеського також входило звільнення Угорщини, на трон якої він хотів посадити свого сина Якуба.

Кампанія 1683 року

## Похід на Естергом

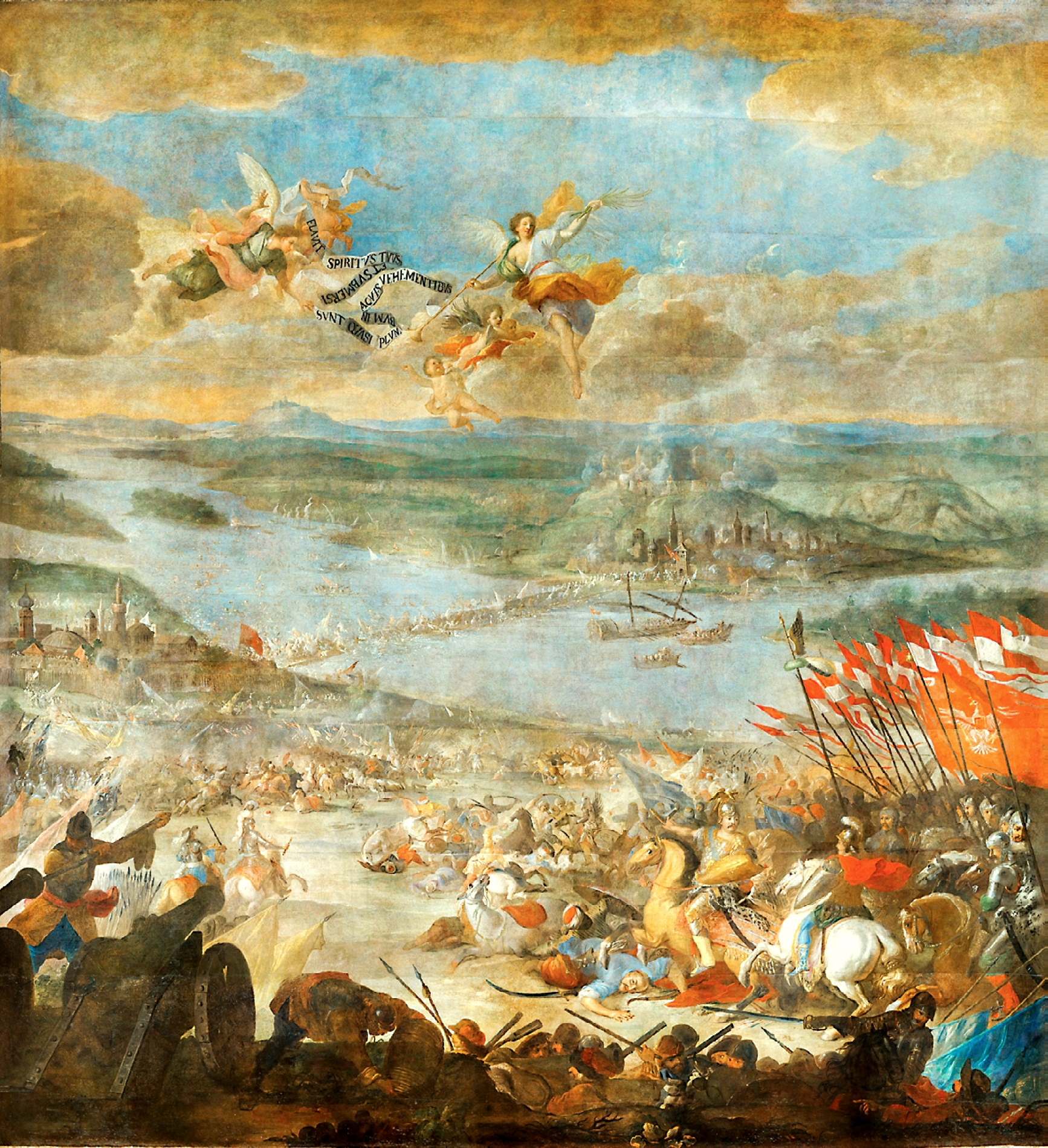
Битва під Парканами. Картина М. Альтомонте.
Золочівський замок

Австрійці знали про ці плани, і тому прагнули якомога скоріше випровадити Собеського з Угорщини й укласти мир з султаном. Тому вони відрадили Собеського від його плану наступу на Буду та запропонували заволодіти Остригомом. 18 вересня близько 40 тисяч поляків та імперців вийшло з Відня в похід на Угорщину. Союзники вважали, що їм протистоїть 10 тисяч турків в Уйварі й 8 тисяч куруців (угорських антигабсбургських повстанців) в Остригомі, а головні сили армії Кара Мустафи стоять в Буді. Це була помилка, за яку довелося дорого заплатити.
18 вересня армія Яна ІІІ Собеського разом з імператорськими підрозділами була вже неподалік від Братислави. Король знову писав до Кракова про необхідність швидшого прибуття козацьких полків з України. У відповідь на черговий лист короля Марія Казимира відповідала: «…Відділ війська Коронного під керівництвом його м[ило]сці Даниловича, разом з Козаками, які звідусіль щоденно прибувають, посувається значно швидше. Поляків і Козаків разом є дві з півтисячі або навіть більше…»
20 вересня військо Речі Посполитої зупинилося навпроти Братислави й чекало на зведення мостів через Дунай.
28 вересня Ян ІІІ Собеський повідомляв про те, що до його армії, яка перебувала неподалік містечка Сан-Петер, приєдналися полки Якуба Ворони і Яна Менжинського. Полковникові Семену (Корсунцю — ?) з іншими козацькими підрозділами наказувалося йти «звичайною дорогою за другими».
У післявіденському поході брав участь й Семен Палій. Про участь майбутнього білоцерківського (фастівського) полковника Семена Палія у віденських подіях свідчив пізніше сам Ян ІІІ Собеський, який в одному зі своїх пізніших листів (від 6 грудня 1694 р.) писав до козацького старшини: «Вдячні богатирю з-під Відня, вірної і зичливої твоєї прислуги, яку весь час нам і Речі Посполитій засвідчуєш…».
Протягом 26—27 вересня до армії Речі Посполитої влилося близько 1 тисячі 400 козаків.
На початковому етапі післявіденського походу король неодноразово звертався до своєї дружини з проханням якнайшвидше присилати йому козаків: «Скільки вже є тих там козаків, хай вже йдуть швидше з Литвою, для кращої їхньої безпеки».
З огляду на те, що королівське військо унаслідок втрат у боях та внаслідок хвороб значно зменшилося (джерела засвідчують, що в ньому залишилося тільки 16 тисяч вояків), нетерпіння Яна ІІІ Собеського було цілком вмотивованим.
27—29 вересня польські та українські частини здійснили переправу через великий Житній Острів (болотиста територія між Дунаєм, Малим Дунаєм та Вагом), а вже 2 жовтня авангард армії дійшов до містечка Комарна. Тут знову між польськими та австрійськими воєначальниками відбулася нарада відносно подальшого руху союзницького війська, на якій було вирішено йти у напрямку Естергома.

## Перша битва
Кара Мехмед 6 жовтня із 30 тисячами війська перейшов на західний берег Дунаю та підійшов до невеликої фортеці Паркани неподалік переправи через Дунай.
6 жовтня військо Речі Посполитої вже було за 20 км від Парканів, а наступного дня, у четвер, королівська армія наблизилася до містечка. Висланий на чолі передової розвідки коронний стражник С. Бідзіньський, який очолював дві драгунські хоругви, отримав наказ короля збирати на Дунаї човни для передачі їх козакам, які мали забезпечити переправу. Окрім того, планувалася участь козацької флотилії у можливих локальних сутичках з турками на річці Гран, яка протікала поблизу. Польська розвідка не встигла повідомити короля про прихід під Паркани 6-тисячного підрозділу Кара Мегмеда-паші, а тому в першій битві під цим містечком війська Речі Посполитої зазнали відчутної поразки.
Собеський, сподіваючись випередити турків, 7 жовтня на чолі 6 тисяч кінноти теж рушив до Паркан, які він сподівався зайняти й дочекатися прибуття головних сил. Турки, проте, були спритніші. Польський авангард на чолі з коронним стражником Стефаном Бідзінським натрапив на переважаючі сили турків і був швидко розбитий. Собеський кинув на допомогу кінноту Яблоновського і відбив турків, наказавши триматися до підходу головних сил. Але армія забарилася, тоді як турки змогли завдяки маневру обманної втечі виманити поляків з оборонної позиції та розбити. Собеський розвернув свій фронт на захід, розраховуючи пробитися через ворога до головних сил, одначе його військо зрозуміло маневр як бажання покинути поле бою і саме кинулося до втечі. Загинуло близько 500 поляків — за одними джерелами, і до 3 тисяч чоловік — за іншими. Сам король виявився в небезпеці, а коли загинув схожий на нього воєвода поморський Владислав Денгофф, турки подумали, що вбили самого Собеського. Сам Ян ІІІ Собеський ледве утік з місця проведення бою в оточенні лише семи шляхтичів, серед яких був і луцький староста А. Мянчинський.
Турки зраду там готують,

При Парканах ся шикують

І зненацька наступають

В четвер ляхов побивають….

Так у віршованій формі оцінював тогочасні події учасник Віденської битви львівський православний єпископ Йосиф Шумлянський.
Кара Мехмед відправив до Буди новину про перемогу, і вдячний Кара Мустафа послав йому в підкріплення кілька тисяч кінноти.

## Друга битва

Мапа другого дня битви під Парканами

Радість турків, однак, була передчасною. Ян Собеський вирішив дати туркам новий бій, військо яких збільшилося до 14 тисяч чоловіків. Цього разу він сам підготував план битви. 9 жовтня 30-тисячна союзна армія, що мала велику перевагу над турками в артилерії і піхоті, підійшла до Парканів. Праве крило очолив Гієронім Любомирський, центр — герцог Карл Лотаринзький, ліве крило — гетьман Яблоновський. Кара Мехмед вирішив прийняти бій незважаючи на незручну позицію: його тилом були ріки Хрон і Дунай, так що в разі невдачі єдиним шляхом відступу ставав дерев'яний міст через Дунай від Парканів до Остригома. Собеський це знав, і вирішив відрізати турків від ріки та моста.
Бойові дії розпочалися опівдні. Кара Мехмед вдарив по лівому крилі союзників, щоб зіпхнути їх у річку. Фронт битви розтягнувся майже на 5 км. Гетьман Яблоновський витримав удар і сам перейшов до атаки, скувавши сили супротивника та відтягнувши на себе турецькі підкріплення з інших ділянок турецького фронту. За цей час праве крило союзників, де знаходився сам польський король, непомітно просунулося в напрямку замку в Парканах. Коли турецький командувач помітив цей маневр ворога, було надто пізно: праве крило і центр союзників вдарили на ослаблену в цих місцях османську армію. Пішли в атаку гусари Любомирського, імперські рейтари й гусари Яблоновського. Кара Мехмед кинувся до втечі, а за ним і решта армії. Під вагою турків та під обстрілом з гармат міст через Дунай не витримав і завалився. Лише близько 800 вояків Кара Мехмеда змогли дістатися до іншого берега Дунаю. Тоді турки спробували прорватися через лави польсько-імперської піхоти, але були розбиті. Польська і козацька піхота захопила парканський замок і вирізала до ноги яничарів, що його захищали, після того як побачили у замку відтяті голови вбитих у першому бою під Парканами поляків. Масований вогонь по Дунаю, через який пробували врятуватися вплав турки, завершив розгром. Втрати турків були жахливі: було вбито три паші — з них бейлербей Боснії Гизир-паша та бейлербей Караману Мегмед-паша, двоє попало в полон — бейлербей Сілістрії Мустафа-паша і бейлербей Сівашу Галіл-паша, а до 10 тисяч вояків було вбито чи потонуло в Дунаї, 1500 полонено. Втрати союзників не перевищили тисячі забитих.
Баші-турки, як бидлята,

Пошли в Дунай, небожата;

Там же ляхи їх рубали,

Кров’ю Дунай фарбували...
А невідомий очевидець стверджував, що «з козаками нам дуже добре» й засвідчував, що поки польські хоругви відпочивали після Парканської битви, загони козаків здійснювали рейди у навколишній місцевості й робили засідки на турків.

## Участь українських козаків
У битві під Парканами відзначилися козаки-запорожці. 28 вересня 1683 року до військ Яна III, які прямували на Будапешт, приєдналися полки Я. Ворони і Менжинського. Полковникові Семену (Корсунцю?), що надійшов трохи пізніше, наказувалося йти «звичайною дорогою за другими». Через півтора тижня походу серед козаків виникло невдоволення тим, що Менжинський не виплатив обіцяних їм грошей. Однак той запевнив короля, що видасть обіцяну суму лише після походу, щоб козаки завчасно не повернулися в Україну. Під час переправи через Дунай поблизу Остригома козаки Я. Ворони не змогли взяти «язика» на другому березі річки, що дуже роздратувало короля. Виправдовуючись перед Яном III, полковник говорив, що «простих хлопів затягнули, не козаків, бо так швидко козаків не могли дістати». Але незабаром до польської армії приєдналися полки М. Булиги, Семена (Палія?) та Іскрицького (Василя). У жовтні козаки відзначилися під Парканами. «А вони (козаки) пішли так швидко, відважно і мужньо, що під димом опанували зараз не тільки передмістя і стодоли, але й першу палісаду і браму та заткнули в ній свої прапори з хрестами — і в усіх заслужили собі на велику славу», — так описував король перший штурм добре укріпленої сечанської фортеці. «Яка то красива винахідливість і майстерність козацька», — згадував у своїх мемуарах свідок участі українських полків у післявіденському поході польської армії Я. Пасек.

## Значення битви
Собеський цінував перемогу під Парканами вище, ніж перемогу під Віднем, бо під Віднем він лише відкинув турецьку армію та врятував імператорську столицю, а під Парканами турецька армія була знищена повністю, позбавляючи турків можливості дальших бойових дій. Кара Мустафа, почувши про нову катастрофу, вирушив до Белграда, де його задушили за наказом султана.
Собеський на чолі свого війська в кінці жовтня пішов через Словаччину (частину габсбурзького Угорського королівства) до Польщі. Його перемогами під Віднем і Парканами переважно скористалися Габсбурги, що до кінця століття відвоювали в турків майже всю Угорщину. За результатами війни, одначе, Речі Посполитій вдалося відбити в Османської імперії Поділля. Це було єдиною успішною реконкістою Річчю Посполитою земель, втрачених у війнах другої половини XVII століття.

## Повернення з-під Паркан
27 жовтня українці відзначилися під час облоги та штурму Естергома. Це місто обороняло близько семи тисяч турецьких вояків. Поразка під Парканами змусила турків направити на підмогу гарнізону Естергома елітні відділи бейлербея Анатолії Газінедара Гасана-паші. На військовій нараді великий візир Кара Мустафа дуже турбувався про стан обороноздатності фортеці. Перед штурмом Естергому до польсько-австрійських сил нарешті приєдналися німецькі полки (більш ніж 5 тисяч чол.) з Бранденбургу та Баварії на чолі з електором Максиміліаном ІІ Емануелем, які йшли з-під Відня. Про дії українського полку Апостола під Парканами та Естергомом розказали згодом рядові козаки, які входили до його підрозділу: «…Ходили під Пархан і під Стригон і взяли ті городи». Окрім того, участь підрозділів українського козацтва у штурмі Естергома засвідчує й інформація зі «Щоденника зайняття Стригоня в 1683 р.» невідомого
автора. Рукопис був розшуканий істориком Янушем Волінським серед паперів родини Пжезьдєцьких у Варшаві.
17 листопада на зворотному шляху польсько-козацькі сили відбили у турків словацьку фортецю Сецени.

## Нотатки
1. ↑  Учасник Віденської кампанії лівобережний козак Михайло Мовчан так описував цю ситуацію: «…вже хтось від турків, оголивши меч, хотів ударити короля, і ударив би був, якби хтось воїн польський з ручної фузеї не убив неприятеля; знеможеного короля і гарячністю воїнського серця так ослабленого, як на коні ледве сидіти зміг, полковник якийсь і другі шляхтичі на рамена піднявши, з собою винесли»[2]